# Aegukga (Hàn Quốc)
Aegukga (Tiếng Hàn: 애국가, Hanja: 愛國歌, Hán-Việt: Ái quốc ca) là quốc ca chính thức của Hàn Quốc.

## Từ nguyên
Aegukga có nghĩa đen là "bài hát yêu nước". Bách khoa toàn thư văn hóa Hàn Quốc định nghĩa "Aegukga" là "bài hát khơi dậy tinh thần yêu nước". Bản thân "Aegukga" khác với quốc ca. Trong khi quốc ca hay gukga (n.đ. 'bài hát đồng quê') là biểu tượng chính thức của nhà nước, aegukga đề cập đến bất kỳ bài hát nào, chính thức hay không chính thức, chứa đựng lòng nhiệt thành yêu nước đối với đất nước của mình, chẳng hạn như "Szózat" của Hungary hoặc bài hát "The Stars and Stripes Forever" của Hoa Kỳ. Tuy nhiên, "Aegukga" được quốc gia chỉ định đóng vai trò biểu tượng cho đất nước. Nói chung, thuật ngữ aegukga đề cập đến quốc ca của Hàn Quốc. Tuy nhiên, vẫn còn hơn mười "Aegukgas" khác còn tồn tại ở Hàn Quốc.

## Lời bài hát
Lời bài hát có lẽ đã được sáng tác tại lễ khởi công của công trình Cổng Độc Lập tại Seoul vào năm 1896 bởi Yoon Chi-ho (hay còn được biết đến với cách viết tên khác là Yun Chi-ho) hoặc An Chang-ho, một nhà chính trị và nhà giáo dục theo tư tưởng giành độc lập khỏi Đế quốc Nhật Bản. Ban đầu, Aegukga được phổ nhạc dựa trên nền bài nhạc dân ca của Scotland là Auld Lang Syne, vốn được các nhà truyền giáo Hoa Kỳ phổ biến. Sau đó, Chính phủ Lâm thời Đại Hàn Dân Quốc họp tại Thượng Hải (Trung Quốc) đã chọn bài hát làm quốc ca chính thức của Nhà nước Triều Tiên độc lập. Vào ngày lễ quốc khánh đầu tiên của Hàn Quốc - ngày 15 tháng 8 năm 1948, bài hát đã chính thức được công nhận làm quốc ca của chính thể Đại Hàn Dân Quốc, với giai điệu mới do nhạc sĩ Ahn Eak-tae sáng tác.
Bài hát gồm bốn khổ, nhưng chỉ có khổ thứ nhất và phần điệp khúc được hát:

### Nguyên văn
하느님이 保佑하사 우리나라 萬歲
無窮花 三千里 華麗江山
大韓사람 大韓으로 길이 保全하세
二南山 위에 저 소나무 鐵甲을 두른 듯
바람 서리 不變함은 우리 氣像일세
無窮花 三千里 華麗江山
大韓사람 大韓으로 길이 保全하세
三가을 하늘 空豁한데 높고 구름 없이
밝은 달은 우리 가슴 一片丹心일세
無窮花 三千里 華麗江山
大韓사람 大韓으로 길이 保全하세
四이 氣像과 이 맘으로 忠誠을 다하여
괴로우나 즐거우나 나라 사랑하세
無窮花 三千里 華麗江山
大韓사람 大韓으로 길이 保全하세

### Biểu thị dựa trên luật chuyên dụng Hangul
|           | Hangul                                                             | Hangul và Hanja                                                    | Phiên âm cải tiến                                                                          | Tiếng Việt |
| --------- | ------------------------------------------------------------------ | ------------------------------------------------------------------ | ------------------------------------------------------------------------------------------ | --- |
| 1         | 동해 물과 백두산이 마르고 닳도록 하느님이 보우하사 우리나라 만세   | Viết lại từ đầu đi                                                 | Donghae mulgwa Baekdusani mareugo daltorok Haneunimi bouhasa urinara manse                 | Dù Đông Hải khô cạn, núi Bạch Đầu mòn, Trời sẽ bảo vệ chúng ta, Tổ quốc muôn năm!                                                          |
| 2         | 남산 위에 저 소나무 철갑을 두른 듯 바람서리 불변함은 우리 기상일세 | 南山 위에 저 소나무 鐵甲을 두른 듯 바람서리 不變함은 우리 氣像일세 | Namsan wie jeo sonamu cheolgabeul dureun deut Baram seori bulbyeonhameun uri gisangilse    | Cây thông trên đỉnh Namsan đứng vững vàng trong sương gió như thể được mang giáp, tinh thần quật khởi của chúng ta cũng như vậy.           |
| 3         | 가을 하늘 공활한데 높고 구름 없이 밝은 달은 우리 가슴 일편단심일세 | 가을 하늘 空豁한데 높고 구름 없이 밝은 달은 우리 가슴 一片丹心일세 | Ga-eul haneul gonghwalhande nopgo gureum eopsi Balgeun dareun uri gaseum ilpyeondansimilse | Trời thu trong xanh, cao ngàn dặm, không một bóng mây, trăng sáng ở trong tim ta vẫn vẹn nguyên một hình hài.                              |
| 4         | 이 기상과 이 맘으로 충성을 다하여 괴로우나 즐거우나 나라 사랑하세  | 이 氣像과 이 맘으로 忠誠을 다하여 괴로우나 즐거우나 나라 사랑하세  | I gisanggwa i mameuro chungseong-eul dahayeo Goiro'una jeulgeo'una nara saranghase         | Với tinh thần và trí óc, hãy trao lòng trung thành của chúng ta. Yêu đất nước dù trong gian lao hay hạnh phúc.                             |
| Điệp khúc | 무궁화 삼천 리 화려 강산 대한 사람 대한으로 길이 보전하세          | 無窮花三千里華麗江山 大韓 사람 大韓으로 길이 保全하세              | Mugunghwa samcheonri hwaryeogangsan Daehansaram daehaneuro giri bojeonhase                 | Sông núi hoa lệ dài ba ngàn lý mọc đầy hoa dâm bụt, người dân Đại Hàn mãi mãi đi trên con đường Đại Hàn, bảo toàn cả chân lý của chúng ta. |

## Vấn đề bản quyền
Nhạc sĩ Ahn Eak-tae tuy đã mất vào năm 1965, nhưng bản quyền của bài quốc ca vẫn thuộc về gia đình ông cho đến tận năm 2015. Do vậy, đã từng có hai câu lạc bộ bóng đá của Hàn Quốc bị khởi kiện do bật bài hát này trước đám đông. Tuy nhiên sau đó vợ của cố nhạc sĩ Ahn đã chuyển quyền sở hữu bản quyền tác phẩm này cho chính phủ Hàn Quốc vào năm 2005.

## Ghi âm
- Phiên bản có lời năm 2018 với tất cả các khổ
- Auld Lang Syne, có chứa lời của bài hát hiện tại
- "Aegukga" được hát vào năm 1942
- "Aegukga" được biểu diễn vào năm 2011